# Зажор

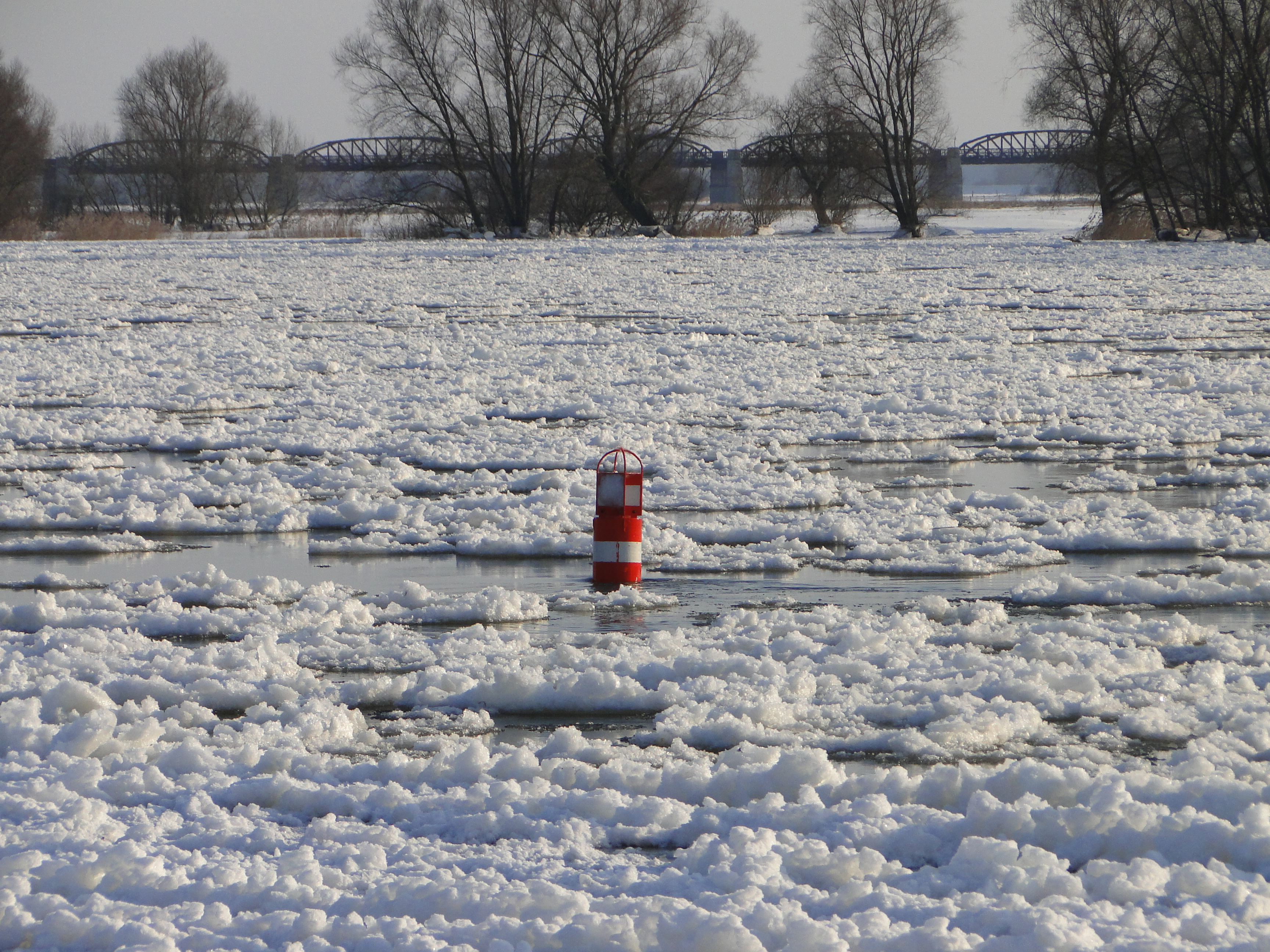
Скупчення шуги на Ельбі.

Зажо́р — скупчення в руслі річки мас шуги та (або) донного льоду в осінній період перед льодоставом. Рухаючись під льодом, шуга утворює зажор, тобто закупорку живого перерізу русла річки в період льодоставу.
Зажор стискує живий перетин потоку і приводить до підпору (підйому рівня води), зниження пропускної здатності русла, або отворів водопропускної споруди і можливого затоплення прибережних ділянок річки.
Зажори льоду спостерігаються на початку зими, тоді як затор льоду — наприкінці зими і навесні.